# Хоменки (Гомельская область)
Хоменки (бел. Хамянкі) — деревня в Кировском сельсовете Наровлянского района Гомельской области Беларуси.

## География

### Расположение
В 41 км на юго-запад от Наровли, 39 км от железнодорожной станции Ельск (на линии Калинковичи — Овруч), 219 км от Гомеля.

### Гидрография
На реке Ханя [приток реки Желонь (Мухоедовский канал)].

## Транспортная сеть
Транспортные связи по просёлочной, а затем автодороге Киров — Наровля. Планировка состоит из короткой прямолинейной меридиональной улицы, застройка двусторонняя деревянными усадьбами.

## История
Основана в начале XX века переселенцами из соседних деревень. Наиболее активная застройка приходится на 1920-е годы. В 1931 году жители вступили в колхоз. Во время Великой Отечественной войны в августе 1943 года немецкие оккупанты полностью сожгли деревню. 14 жителей погибли на фронте. Согласно переписи 1959 года в составе совхоза «Дзержинский» (центр — деревня Дзержинск). Располагался клуб.
До 31 октября 2006 года в составе Красновского сельсовета, с 31 октября 2006 года в Кировском сельсовете.

## Население

### Численность
- 2004 год — 24 хозяйства, 54 жителя.

### Динамика
- 1940 год — 30 дворов, 139 жителей.
- 1959 год — 193 жителя (согласно переписи).
- 2004 год — 24 хозяйства, 54 жителя.